# 北火烧兰
北火烧兰（学名：Epipactis xanthophaea），为兰科火烧兰属下的一个植物种。